# Natação no Campeonato Mundial de Esportes Aquáticos de 2017 - 4x200 m livre masculino
A prova do revezamento 4x200 metros livre masculino da natação no Campeonato Mundial de Esportes Aquáticos de 2017 ocorreu no dia 28 de julho em Budapeste na Hungria.

## Recordes
Antes desta competição, os recordes mundiais e do campeonato nesta prova eram os seguintes:
| Tipo                  | Atleta         | Tempo   | Local | Data                |
| --------------------- | -------------- | ------- | ----- | ------------------- |
|                       | Estados Unidos | 6:58.55 | Roma  | 31 de julho de 2009 |
| Recorde do campeonato | Estados Unidos | 6:58.55 | Roma  | 31 de julho de 2009 |

## Medalhistas
| Ouro                                                                                      | Prata | Bronze |
| Reino Unido · Stephen Milne · Nicholas Grainger · Duncan Scott · James Guy · Calum Jarvis | Rússia · Mikhail Dovgalyuk · Mikhail Vekovishchev · Danila Izotov · Aleksandr Krasnykh · Nikita Lobintsev | Estados Unidos · Blake Pieroni · Townley Haas · Jack Conger · Zane Grothe · Conor Dwyer · Clark Smith · Jay Litherland |

## Resultados

### Eliminatórias
Esses foram os resultados das eliminatórias. Foram realizadas no dia 28 de julho com início às 10:47. 
| Pos. | Bateria | Raia | Nacionalidade  | Nadadores | Tempo   | Notas            |
| ---- | ------- | ---- | -------------- | --- | ------- | ---------------- |
| 1    | 1       | 5    | Austrália      | Clyde Lewis (1:46.79) David McKeon (1:46.72) Alexander Graham (1:46.52) Jack Cartwright (1:45.65)                | 7:05.68 | Q                |
| 2    | 1       | 4    | Reino Unido    | Stephen Milne (1:46.78) Nicholas Grainger (1:46.19) Calum Jarvis (1:46.32) Duncan Scott (1:46.50)                | 7:05.79 | Q                |
| 3    | 2       | 3    | Rússia         | Mikhail Vekovishchev (1:46.78) Danila Izotov (1:45.91) Nikita Lobintsev (1:48.51) Mikhail Dovgalyuk (1:46.01)    | 7:07.21 | Q                |
| 4    | 2       | 6    | Países Baixos  | Kyle Stolk (1:47.45) Ferry Weertman (1:47.42) Stan Pijnenburg (1:47.56) Maarten Brzoskowski (1:46.79)            | 7:09.22 | Q                |
| 5    | 1       | 6    | Itália         | Filippo Megli (1:47.59) Filippo Magnini (1:47.35) Luca Dotto (1:47.64) Gabriele Detti (1:46.95)                  | 7:09.53 | Q                |
| 6    | 2       | 5    | Japão          | Kosuke Hagino (1:47.51) Naito Ehara (1:46.40) Tsubasa Amai (1:48.28) Katsuhiro Matsumoto (1:47.47)               | 7:09.66 | Q                |
| 7    | 2       | 4    | Estados Unidos | Conor Dwyer (1:47.77) Clark Smith (1:47.57) Jay Litherland (1:47.48) Zane Grothe (1:46.96)                       | 7:09.78 | Q                |
| 8    | 1       | 1    | Polónia        | Kacper Majchrzak (1:46.74) Filip Zaborowski (1:48.42) Antoni Kałużyński (1:48.52) Jan Świtkowski (1:46.85)       | 7:10.53 | Q                |
| 9    | 1       | 3    | Alemanha       | Philip Heintz (1:48.65) Poul Zellmann (1:47.32) Clemens Rapp (1:48.20) Jacob Heidtmann (1:46.86)                 | 7:11.03 |                  |
| 10   | 2       | 2    | Hungria        | Nándor Németh (1:47.84) Benjámin Grátz (1:49.43) Ádám Telegdy (1:49.02) Dominik Kozma (1:44.81)                  | 7:11.10 |                  |
| 11   | 2       | 7    | China          | Wang Shun (1:48.56) Ji Xinjie (1:49.08) Ma Tianchi (1:49.40) Qian Zhiyong (1:48.58)                              | 7:15.62 |                  |
| 12   | 1       | 2    | Dinamarca      | Anders Lie (1:47.74) Daniel Skaaning (1:47.40) Marcus Kroyer (1:49.85) Sebastian Ovesen (1:50.96)                | 7:15.95 |                  |
| 13   | 2       | 1    | Egito          | Marwan El-Kamash (1:48.80) Mohamed Samy (1:48.27) Ahmed Akram (1:48.89) Marwan El-Amrawy (1:50.99)               | 7:16.95 | Recorde nacional |
| 14   | 1       | 7    | Canadá         | Jeremy Bagshaw (1:49.03) Markus Thormeyer (1:50.46) Yuri Kisil (1:49.23) Carson Olafson (1:48.64)                | 7:17.36 |                  |
| 15   | 2       | 0    | Sérvia         | Velimir Stjepanović (1:47.87) Uroš Nikolić (1:51.89) Stefan Šorak (1:49.95) Ivan Lenđer (1:49.47)                | 7:18.68 |                  |
| 16   | 1       | 8    | Israel         | Denis Loktev (1:50.07) Liran Konovalov (1:50.11) Tomer Frankel (1:49.80) Daniel Namir (1:49.34)                  | 7:19.32 |                  |
| 17   | 2       | 8    | Grécia         | Andreas Vazaios (1:47.48 ) Dimitrios Dimitriou (1:50.56) Dimitrios Negris (1:51.25) Christos Katranzis (1:51.26) | 7:20.55 |                  |

### Final
A final foi realizada em 28 de julho às 19h12.
| Pos.              | Raia | Nadadores      | Nacionalidade                                                                                                   | Tempo   | Notas            |
| ----------------- | ---- | -------------- | --- | ------- | ---------------- |
| Medalha de ouro   | 5    | Reino Unido    | Stephen Milne (1:47.25) Nicholas Grainger (1:46.05) Duncan Scott (1:44.60) James Guy (1:43.80)                  | 7:01.70 | Recorde nacional |
| Medalha de prata  | 3    | Rússia         | Mikhail Dovgalyuk (1:46.00) Mikhail Vekovishchev (1:45.91) Danila Izotov (1:45.97) Aleksandr Krasnykh (1:44.80) | 7:02.68 |                  |
| Medalha de bronze | 1    | Estados Unidos | Blake Pieroni (1:46.33) Townley Haas (1:44.58) Jack Conger (1:45.37) Zane Grothe (1:46.90)                      | 7:03.18 |                  |
| 4                 | 4    | Austrália      | Clyde Lewis (1:46.81) Mack Horton (1:46.25) Alexander Graham (1:46.59) Jack Cartwright (1:46.33)                | 7:05.98 |                  |
| 5                 | 7    | Japão          | Kosuke Hagino (1:47.32) Naito Ehara (1:46.60) Tsubasa Amai (1:47.30) Katsuhiro Matsumoto (1:46.46)              | 7:07.68 |                  |
| 6                 | 2    | Itália         | Filippo Megli (1:47.34) Gabriele Detti (1:46.08) Filippo Magnini (1:49.09) Luca Dotto (1:46.93)                 | 7:09.44 |                  |
| 7                 | 8    | Polónia        | Kacper Majchrzak (1:46.46) Filip Zaborowski (1:47.58) Antoni Kałużyński (1:48.12) Jan Świtkowski (1:47.46)      | 7:09.62 |                  |
| 8                 | 6    | Países Baixos  | Kyle Stolk (1:47.73) Ferry Weertman (1:48.23) Stan Pijnenburg (1:47.60) Maarten Brzoskowski (1:49.20)           | 7:12.76 |                  |

Legenda
| Recorde mundial       | Recorde mundial (World record)               |                       | Recorde africano                      | Recorde africano (African) |                                           | Q | Classificado por posição (Qualified) |
| Recorde do campeonato | Recorde do campeonato (Championship record)  | Recorde da América    | Recorde da América (Americas)         | q                          | Classificado por melhor tempo (Qualified) |   |                                      |
| Melhor marca do ano   | Melhor marca do ano (World leading)          | Recorde asiático      | Recorde asiático (Asian)              | DNS                        | Não largou (Did not start)                |   |                                      |
| Recorde nacional      | Recorde nacional (National record)           | Recorde europeu       | Recorde europeu (European)            | DNF                        | Não terminou (Did not finish)             |   |                                      |
| Recorde pessoal       | Recorde pessoal do atleta (Personal best)    | Recorde da Oceania    | Recorde da Oceania (Oceania)          | DSQ / DQ                   | Desclassificado (Disqualified)            |   |                                      |
| Recorde da temporada  | Recorde da temporada do atleta (Season best) | Recorde sul-americano | Recorde sul-americano (South America) | NM                         | Sem marca (No mark)                       |   |                                      |